# Friedrich Wilhelm Hackländer
Friedrich Wihelm von Hackländer (Burtscheid, 1º novembre 1816 – Leoni, 6 luglio 1877) è stato uno scrittore tedesco tra i più noti del periodo di transizione dal Romanticismo al Realismo.

## Biografia
Nato nella cittadina di Burtscheid, oggi facente parte di Aquisgrana, nella Renania Settentrionale-Vestfalia, rimase orfano di entrambi i genitori a soli dodici anni; la loro mancanza non fu solo un forte danno emotivo, ma anche la causa del suo declino economico: visse infatti in condizioni poverissime e, com'era tipico di quei tempi, fu costretto a lavorare per mantenersi. All'età di quattordici anni si trasferì a Wuppertal, città poco lontana da Essen e Düsseldorf, per lavorare come apprendista di un negoziante, sebbene ciò non fosse il massimo delle sue ambizioni; fu, infatti, sempre molto ambizioso e deciso a migliorare la propria condizione.
Attratto dalla carriera militare, si arruolò volontario nell'artiglieria dell'esercito prussiano due anni dopo, ma anche qui non ottenne il successo sperato. Nel 1840 decise di trasferirsi nuovamente, questa volta a Stoccarda, dove venne a contatto con il mondo della Letteratura.
Decise quindi di buttarsi nel mondo del Teatro, ma inizialmente le sue opere furono un insuccesso dopo l'altro, soprattutto a causa della critica. Sopravvisse a quest'ennesimo insuccesso grazie alla sua discreta conoscenza della lingua inglese, che gli permise di campare traducendo le opere del grande Dickens, che all'epoca era ancora vivo e in piena attività; fu una scelta vincente: le sue traduzioni ebbero successo e Hackländer, venendo a contatto con lo stile della Prosa dickensiana, poté migliorare il proprio.
Nel 1841 scrisse e pubblicò il romanzo della svolta, Bilder aus dem Soldatenleben im Frieden (Immagini dai soldati che vivono in pace), per realizzare il quale prese spunto dal periodo trascorso nell'esercito. Fu una novità questa sotto molti aspetti: la pace, infatti, permetteva agli ex combattenti di realizzarsi attraverso i propri sforzi quotidiani, secondo Hackländer, tuttavia è noto che spesso essi riportarono traumi che ne condizionarono profondamente l'esistenza. Opera dal fine umorismo, fu quindi caratterizzata dall'ottimismo, una rarità per l'epoca: infatti, i Romantici erano quasi tutti pessimisti; i Positivisti avevano nella Scienza e nel Progresso - non nell'uomo - il solo motivo di sperare nel futuro; i Realisti si limitavano ad esprimersi sul presente.
Nel 1842 fu la volta di Reise in den Orient (Viaggi in Oriente). Tuttavia, il successo che la sfrenata ambizione di Hackländer sperava di ottenere era ancora lontano e, a livello economico, questi non si poteva permettersi di dedicarsi solo alla Letteratura; fu così che, dopo essersi trasferito in quello che all'epoca era chiamato solo Württemberg (oggi, infatti, compare sulle cartine con il nome di Baden-Württemberg), dove aveva trovato lavoro presso il Tribunale, fu riassegnato e inviato nel 1849 nella Penisola italiana come corrispondente di guerra per un importante giornale, che seguiva con interesse gli eventi del Risorgimento - questo è l'anno della Repubblica romana di Armellini, Mazzini e Saffi, della fuga di Papa Pio IX a Gaeta, della ripresa guerra tra Regno di Sardegna e Austria, dell'abdicazione di Carlo Alberto in favore di Vittorio Emanuele II, dell'armistizio con le truppe del celebre generale Radezky, delle Dieci giornate di Brescia e del ritorno di Venezia sotto gli Austriaci. In Italia prese importanti spunti per un altro romanzo, Bilder aus dem Soldatenleben im Kriege (Immagini dai soldati che vivono nelle guerre) (1849-1850).
Nel 1857, assieme all'amico Edmund von Zoller, fondò il settimanale illustrato Über Land and Meer, il quale però non ebbe successo. Nel 1859 fu reintegrato dal Tribunale del Württemberg e assegnato alla sezione parchi e giardini reali nel distaccamento di Stoccarda, ma poi fu spostato sul fronte norditaliano, dove era stanziato l'esercito austriaco, per il quale lavorò come coordinatore del personale addetto alle forniture. Nel 1860, per premiarne il servizio reso all'Impero, l'imperatore stesso gli conferì il titolo di "von" e gli permise successivamente, nel 1864, di ritirarsi a vita privata. Si trasferì quindi nella cittadina di Leoni, in Baviera, dove visse la tranquilla vita del Lago di Starnberg sino al 1877, anno della sua morte.

## Opere
- 1841 Bilder aus dem Soldatenleben im Frieden
- 1843 Märchen
- 1845 Wachstubenabenteuer
- 1847 Humoristische Erzählungen
- 1850 Handel und Wandel
- 1851 Namenlose Geschichten
- 1854 Europäisches Sklavenleben
- 1857 Der Augenblick des Glücks
- 1866 Künstlerroman
- 1868 Das Geheimnis der Stadt
- 1870 Der letzte Bombardier
- 1872 Freiwillige vor! Kriegsbilder aus den Feldzügen 1870
- 1874 Nullen